# 加藤好男
加藤 好男（かとう よしお、1957年8月1日 - ）は埼玉県浦和市（現：さいたま市）出身の元サッカー選手、サッカー指導者。

## 経歴
本郷高等学校、大阪商業大学を経て、1980年に古河電気工業サッカー部に加入。同期には岡田武史（学年は1つ上）、吉田弘、田嶋幸三がいる。すぐに日本代表に選ばれるほどの加藤だったが、古河には不動のGK・佐藤長栄がいたため、長きにわたり控えに回っていた。1986年、29歳のシーズンにようやく正位置の座を確保。クラブがプロ化に伴いジェフユナイテッド市原となった後の1993年まで選手生活を続けた。日本代表としては1980年から1981年にかけて国際Aマッチ8試合に出場している。
引退後はサッカー指導者となり、市原の育成組織の指導を経て、日本サッカー協会にて年代別日本代表のスタッフやJFA GKプロジェクトのインストラクターを歴任。2001 FIFA U-17世界選手権に出場したU-17日本代表、2003 FIFAワールドユース選手権、2005 FIFAワールドユース選手権に出場したU-20日本代表のGKコーチを務めた。2006年、イビチャ・オシムが新監督に就任した日本代表のGKコーチに就任。監督がオシムから岡田武史へ交代したあとも留任し、2010 FIFAワールドカップではベスト16進出に貢献した。
2011年、旧知のヴィタヤ・ラオハクルに誘われてタイ・プレミアリーグ・チョンブリーFCのGKコーチに就任。ヴィタヤおよび和田昌裕両監督の下でGKコーチを務めた。2013年、スラチャイ・ジャトゥラパッタラポンが新監督に就任したタイ代表のGKコーチに就任した。
2015年からはJFAアカデミー福島で指導を行っている。
2018年2月、日本サッカー協会技術委員会委員に就任。

## 人物
息子の加藤光男もサッカー指導者であり、チョンブリーFCではともに働いた。

## 所属クラブ
- 本郷高校
- 大阪商業大学
- 1980年 - 1993年  古河電工/JR古河/ジェフユナイテッド市原

## 個人成績
| 国内大会個人成績 | 国内大会個人成績 | 国内大会個人成績 | 国内大会個人成績 | 国内大会個人成績 | 国内大会個人成績 | 国内大会個人成績 | 国内大会個人成績 | 国内大会個人成績 | 国内大会個人成績 | 国内大会個人成績 | 国内大会個人成績 |
| 年度             | クラブ           | 背番号           | リーグ           | リーグ戦         | リーグ戦         | リーグ杯         | リーグ杯         | オープン杯       | オープン杯       | 期間通算         | 期間通算         |
| 年度             | クラブ           | 背番号           | リーグ           | 出場             | 得点             | 出場             | 得点             | 出場             | 得点             | 出場             | 得点             |
| 日本             | 日本             | 日本             | 日本             | リーグ戦         | リーグ戦         | JSL杯/ナビスコ杯 | JSL杯/ナビスコ杯 | 天皇杯           | 天皇杯           | 期間通算         | 期間通算         |
| ---------------- | ---------------- | ---------------- | ---------------- | ---------------- | ---------------- | ---------------- | ---------------- | ---------------- | ---------------- | ---------------- | ---------------- |
| 1980             | 古河             | 31               | JSL1部           | 1                | 0                |                  |                  |                  |                  |                  |                  |
| 1981             | 古河             | 31               | JSL1部           | 1                | 0                |                  |                  |                  |                  |                  |                  |
| 1982             | 古河             | 21               | JSL1部           | 0                | 0                |                  |                  |                  |                  |                  |                  |
| 1983             | 古河             | 21               | JSL1部           | 0                | 0                |                  |                  |                  |                  |                  |                  |
| 1984             | 古河             | 21               | JSL1部           | 3                | 0                |                  |                  |                  |                  |                  |                  |
| 1985             | 古河             | 21               | JSL1部           | 0                | 0                |                  |                  |                  |                  |                  |                  |
| 1986-87          | 古河             | 21               | JSL1部           | 17               | 0                |                  |                  |                  |                  |                  |                  |
| 1987-88          | 古河             | 21               | JSL1部           | 19               | 0                | 2                | 0                |                  |                  |                  |                  |
| 1988-89          | 古河             | 1                | JSL1部           | 19               | 0                | 0                | 0                |                  |                  |                  |                  |
| 1989-90          | 古河             | 1                | JSL1部           | 2                | 0                | 2                | 0                |                  |                  |                  |                  |
| 1990-91          | 古河             | 1                | JSL1部           | 1                | 0                | 5                | 0                |                  |                  |                  |                  |
| 1991-92          | JR古河           | 1                | JSL1部           | 6                | 0                | 1                | 0                |                  |                  |                  |                  |
| 1992             | 市原             | -                | J                | -                | -                | 4                | 0                |                  |                  |                  |                  |
| 1993             | 市原             | -                | J                | 18               | 0                | 3                | 0                | 0                | 0                | 21               | 0                |
| 通算             | 日本             | 日本             | J                | 18               | 0                | 7                | 0                |                  |                  |                  |                  |
| 通算             | 日本             | 日本             | JSL1部           | 69               | 0                |                  |                  |                  |                  |                  |                  |
| 総通算           | 総通算           | 総通算           | 総通算           | 87               | 0                |                  |                  |                  |                  |                  |                  |

その他の公式戦
- 1990年
  - コニカカップ 6試合0得点
- 1991年
  - コニカカップ 7試合0得点

## 代表歴

### 試合数
- 国際Aマッチ 8試合 0得点 (1980-1981)[1]

| 日本代表 | 国際Aマッチ | 国際Aマッチ | その他 | その他 | 期間通算 | 期間通算 |
| 年       | 出場        | 得点        | 出場   | 得点   | 出場     | 得点     |
| -------- | ----------- | ----------- | ------ | ------ | -------- | -------- |
| 1980     | 3           | 0           | 5      | 0      | 8        | 0        |
| 1981     | 5           | 0           | 3      | 0      | 8        | 0        |
| 通算     | 8           | 0           | 8      | 0      | 16       | 0        |

### 出場
| No. | 開催日         | 開催都市         | スタジアム | 対戦相手       | 結果 | 監督     | 大会                 |
| --- | -------------- | ---------------- | ---------- | -------------- | ---- | -------- | -------------------- |
| 1.  | 1980年06月09日 | 広州             |            | 香港           | ○3-1 | 渡辺正   | 広州国際サッカー大会 |
| 2.  | 1980年06月11日 | 広州             |            | 中華人民共和国 | ●0-1 | 渡辺正   | 広州国際サッカー大会 |
| 3.  | 1980年06月18日 | 広州             |            | 香港           | ○2-0 | 渡辺正   | 広州国際サッカー大会 |
| 4.  | 1981年02月08日 | クアンタン       |            | マレーシア     | ●0-1 | 川淵三郎 | 国際親善試合         |
| 5.  | 1981年02月10日 | クアラルンプール |            | マレーシア     | △1-1 | 川淵三郎 | 国際親善試合         |
| 6.  | 1981年02月17日 | シンガポール     |            | シンガポール   | ○1-0 | 川淵三郎 | 国際親善試合         |
| 7.  | 1981年02月19日 | シンガポール     |            | シンガポール   | △0-0 | 川淵三郎 | 国際親善試合         |
| 8.  | 1981年02月24日 | インドネシア     |            | インドネシア   | ●0-2 | 川淵三郎 | 国際親善試合         |

## 指導歴
- 1994年 - 1998年  ジェフユナイテッド市原 ユースアシスタントコーチ
- 1998年 - 1999年  JFA GKプロジェクト インストラクター
- 1999年  U-15日本代表 アシスタントコーチ
- 2000年   ジェフユナイテッド市原 アシスタントコーチ
- 2000年 - 2001年  U-16、U-17日本代表 GKコーチ
- 2001年 - 2003年  U-18、U-19、U-20日本代表 GKコーチ
- 2003年 - 2004年  U-15、U-16日本代表 GKコーチ
- 2004年 - 2005年  U-19、U-20日本代表 GKコーチ
- 2005年 - 2006年  U-18、U-19日本代表 GKコーチ
- 2006年 - 2010年  日本代表 GKコーチ
- 2011年 - 2014年  チョンブリFC GKコーチ
- 2013年  タイ代表 GKコーチ
- 2015年 -  JFAアカデミー福島
- 2018年 -  日本サッカー協会技術委員会委員